# Nacho Vidal Miralles
Ignacio Vidal Miralles (Campello, Alicante, 24 de enero de 1995), más conocido como Nacho Vidal, es un futbolista español que juega como lateral derecho y milita en el Real Oviedo, de la Primera División de España.

## Trayectoria
Se formó en la cantera del Valencia C. F., hasta llegar a jugar en las filas del Valencia Mestalla en Segunda División B. Destacó en la temporada 2016-17, en la que disputó 35 partidos, anotó tres goles y su equipo jugó la fase de ascenso. En mayo de 2017, renovó su contrato con el club valencianista hasta 2020.
Debutó en Primera División el 19 de agosto de 2017, en el partido frente a la UD Las Palmas en la primera jornada de liga de la temporada 2017-18. En julio de 2018, llegó libre al Club Atlético Osasuna y firmó para cuatro temporadas. En julio de 2021, renovó con dicho club hasta 2025.
En enero de 2024 fue cedido con una opción de compra no obligatoria de 350.000 € al R. C. D. Mallorca. En enero de 2025, a seis meses de terminar su contrato con el C. A. Osasuna, llegó a un acuerdo para rescindirlo, tras seis temporadas y media, con 184 partidos oficiales, un ascenso a Primera, una final de la Copa del Rey y una clasificación para competición europea.
Pocas horas después de esto fichó por el Real Oviedo de la Segunda División de España con contrato hasta 2027. Anotó su primer gol el 16 de febrero, siendo el 1-0 definitivo en una victoria frente al Albacete Balompié en el Carlos Tartiere.

## Clubes
- Actualizado a 21 de junio de 2025

| Club                       | País   | Categoría | Año       | Partidos | Goles |
| -------------------------- | ------ | --------- | --------- | -------- | ----- |
| Valencia Mestalla          | España | 2ª B      | 2013-2017 | 76       | 4     |
| Valencia C. F.             | España | 1.ª       | 2017-2018 | 9        | 1     |
| C. A. Osasuna              | España | 2.ª y 1.ª | 2018-2025 | 184      | 3     |
| R. C. D. Mallorca (Cedido) | España | 1.ª       | 2024      | 8        | 0     |
| Real Oviedo                | España | 2.ª       | 2025-     | 22       | 6     |

| Temporadas en 1.ª | Partidos en 1.ª | Goles en 1.ª | Partidos en Copa | Goles en Copa | Internacional |
| ----------------- | --------------- | ------------ | ---------------- | ------------- | ------------- |
| 6                 | 146             | 2            | 17               | 2             | Ninguna       |